# Italo Campanini
Italo Campanini (Parma, 30 de juny de 1845 - Villa Vigatto, 14 de novembre de 1896) fou un tenor italià. Era germà del director d'orquestra Cleofonte Campanini.
Va fer el seu debut en l'òpera a Il trovatore, el 1869, a Odessa. Després va estudiar amb Francesco Lamperti a Milà, i el 1871 va tornar als escenaris a Bolonya, anotant el seu primer gran èxit en l'estrena italiana de Lohengrin. Va realitzar una gira pels Estats Units el 1873, i de nou entre 1879 i 1880. El 22 octubre 1883 va cantar el paper principal en el Faust de Charles Gounod en la inauguració del Metropolitan Opera. Després de 1883 va viure principalment a la ciutat de Nova York, actuant com el tenor principal del Metropolitan, va ser un dels tenors més populars als Estats Units abans d'Enrico Caruso. En trancurs de la seva carrera donà diverses classes magistrals de cant, tenint entre altres alumnes la ucraïnesa Irene Abendroth.